# Lista de episódios de The Vampire Diaries
The Vampire Diaries é uma série de televisão americana de suspense, fantasia e romance desenvolvida por Kevin Williamson e Julie Plec e baseada na série de livros de mesmo nome escrita por L. J. Smith
A série segue a vida de Elena Gilbert (Nina Dobrev) uma garota de 17 anos de idade, que se apaixona por um vampiro de 162 anos chamado Stefan Salvatore (Paul Wesley). Sua relação se torna cada vez mais complicada com a chegada do cruel e malvado irmão mais velho de Stefan, Damon (Ian Somerhalder), que também é um vampiro. Ele retorna com um plano para causar estragos na cidade e também para planejar uma vingança contra seu irmão mais novo. Ambos os irmãos começam a mostrar afeição pela Elena, principalmente por causa de sua semelhança com o antigo amor dos irmãos, Katherine. Ao passar dos episódios, é revelado que Elena, é descendente de Katherine, que eventualmente retorna com planos contra o trio.
A série primeira temporada estreou na televisão americana pela emissora The CW no dia 10 de Setembro de 2009, a segunda temporada em 9 de setembro de 2010, e a terceira em 15 de setembro de 2011. Em 3 de maio de 2012 foi anunciado pela The CW a renovação da série para uma quarta temporada e em 11 de fevereiro de 2013 para uma quinta temporada.

## Resumo
| Temporada | Temporada | Episódios | Episódios | Originalmente exibido  | Originalmente exibido |
| Temporada | Temporada | Episódios | Episódios | Estreia da temporada   | Final da temporada    |
| --------- | --------- | --------- | --------- | ---------------------- | --------------------- |
|           | 1         | 22        | 22        | 10 de setembro de 2009 | 13 de maio de 2010    |
|           | 2         | 22        | 22        | 9 de setembro de 2010  | 12 de maio de 2011    |
|           | 3         | 22        | 22        | 15 de setembro de 2011 | 10 de maio de 2012    |
|           | 4         | 23        | 23        | 11 de outubro de 2012  | 16 de maio de 2013    |
|           | 5         | 22        | 22        | 3 de outubro de 2013   | 15 de maio de 2014    |
|           | 6         | 22        | 22        | 2 de outubro de 2014   | 14 de maio de 2015    |
|           | 7         | 22        | 22        | 8 de outubro de 2015   | 13 de maio de 2016    |
|           | 8         | 16        | 16        | 21 de outubro de 2016  | 10 de março de 2017   |

## Temporadas

### Primeira temporada (2009-2010)
| N.º geral | N.º na temp. | Título                                                   | Dirigido por     | Escrito por                                  | Exibição original       | Audiência (milhões) |
| --------- | ------------ | -------------------------------------------------------- | ---------------- | -------------------------------------------- | ----------------------- | ------------------- |
| 1         | 1            | "Pilot (Piloto)"                                         | Marcos Siega     | Kevin Williamson Julie Plec                  | 10 de setembro de 2009  | 4.91                |
| 2         | 2            | "The Night of the Comet (A Noite do Cometa)"             | Marcos Siega     | Kevin Williamson Julie Plec                  | 17 de setembro de 2009  | 3.78                |
| 3         | 3            | "Friday Night Bites (Mordidas Numa Sexta-Feira a Noite)" | John Dahl        | Barbie Kligman Bryan M. Holdman              | 24 de setembro de 2009  | 3.81                |
| 4         | 4            | "Family Ties (Laços de Família)"                         | Guy Ferland      | Andrew Kreisberg Brian Young                 | 1 de outubro de 2009    | 3.53                |
| 5         | 5            | "You're Undead to Me (Você Esta Morto Para Mim)"         | Kevin Bray       | Sean Reycraft Gabrielle Stanton              | 8 de outubro de 2009    | 3.52                |
| 6         | 6            | "Lost Girls (Garotas Perdidas)"                          | Marcos Siega     | Kevin Williamson Julie Plec                  | 15 de outubro de 2009   | 3.88                |
| 7         | 7            | "Haunted (Assombrada)"                                   | Ernest Dickerson | Kevin Williamson Julie Plec Andrew Kreisberg | 29 de outubro de 2009   | 4.18                |
| 8         | 8            | "162 Candles (162 Velas)"                                | Rick Bota        | Barbie Kligman Gabrielle Stanton             | 5 de novembro de 2009   | 4.09                |
| 9         | 9            | "History Repeating (A Mesma Historia)"                   | Marcos Siega     | Bryan M. Holdman Brian Young                 | 12 de novembro de 2009  | 4.10                |
| 10        | 10           | "The Turning Point (A Descoberta)"                       | J. Miller Tobin  | Kevin Williamson Julie Plec Barbie Kligman   | 19 de novembro de 2009  | 3.57                |
| 11        | 11           | "Bloodlines (Ascendência)"                               | David Barrett    | Kevin Williamson Julie Plec Sean Reycraft    | 21 de janeiro de 2010   | 3.68                |
| 12        | 12           | "Unpleasantville (Visita Desagradável)"                  | Marcos Siega     | Barbie Kligman & Brian Young                 | 28 de janeiro de 2010   | 3.71                |
| 13        | 13           | "Children of the Damned (Crianças Amaldiçoadas)"         | Marcos Siega     | Kevin Williamson & Julie Plec                | 4 de fevereiro de 2010  | 3.99                |
| 14        | 14           | "Fool Me Once (Traído Mais Uma Vez)"                     | Marcos Siega     | Brett Conrad                                 | 11 de fevereiro de 2010 | 3.51                |
| 15        | 15           | "A Few Good Men (Alguns Homens Bons)"                    | Joshua Butler    | Brian Young                                  | 25 de Março de 2010     | 3.33                |
| 16        | 16           | "There Goes the Neighborhood (Lá Se Vai a Vizinhança)"   | Kevin Bray       | Bryan Oh & Andrew Chambliss                  | 01 de Abril de 2010     | 2.80                |
| 17        | 17           | "Let the Right One In (Deixa a Pessoa Certa Entrar)"     | Dennis Smith     | Brian Young & Julie Plec                     | 08 de Abril de 2010     | 3.48                |
| 18        | 18           | "Under Control (Sob Controle)"                           | David Von Ancken | Barbie Kligman & Andrew Chambliss            | 15 de Abril de 2010     | 3.15                |
| 19        | 19           | "Miss Mystic Falls"                                      | Marcos Siega     | Bryan Oh & Caroline Dries                    | 22 de Abril de 2010     | 3.31                |
| 20        | 20           | "Blood Brothers (Irmãos de Sangue)"                      | Liz Friedlander  | Kevin Williamson & Julie Plec                | 29 de Abril de 2010     | 3.39                |
| 21        | 21           | "Isobel"                                                 | J. Miller Tobin  | Caroline Dries & Brian Young                 | 06 de Maio de 2010      | 3.33                |
| 22        | 22           | "Founder's Day (O Dia dos Fundadores)"                   | Marcos Siega     | Bryan Oh & Andrew Chambliss                  | 13 de Maio de 2010      | 3.47                |

### Segunda temporada (2010-2011)
| Episódio # | Total # | Título                     | Dirigido por     | Escrito por                                | Estreia                                       | Audiência em milhões (EUA) |
| --- | ------- | -------------------------- | ---------------- | ------------------------------------------ | --------------------------------------------- | -------------------------- |
| 1 | 23      | "The Return (O Retorno)"   | Marcos Siega     | Julie Plec Kevin Williamson                | 09 de setembro de 2010 3 de outubro de 2010   | 3.36                       |
| Matt, Bonnie e Damon ficam no hospital para descobrir se Caroline sobreviverá ao acidente de carro. Elena volta para casa e fica chocada ao perceber o que aconteceu com Tio John e Jeremy. Damon conversa com Elena, mas depois descobre que Katherine voltou. Damon e Stefan tentam descobrir porquê ela está de volta e se ela é um perigo para a cidade. O tio de Tyler, Mason, volta para a cidade para consolar a família. |         |                            |                  |                                            |                                               |                            |
| 2 | 24      | "Brave New World"          | John Dahl        | Brian Young                                | 16 de Setembro de 2010 10 de outubro de 2010  | 3.01                       |
| Caroline recebe alta e decide se juntar aos amigos no parque de diversões de Mystic Falls. Matt tenta dizer a Caroline como ele se sente. Damon suspeita de Mason Lockwood e tenta fazer com que Tyler descubra o que ele está escondendo. Bonnie desconta sua frustração em Damon. |         |                            |                  |                                            |                                               |                            |
| 3 | 25      | "Bad Moon Rising"          | Patrick Norris   | Andrew Chambliss                           | 23 de Setembro de 2010 17 de outubro de 2010  | 3.56                       |
| Elena, Damon e Alaric viajam à Duke university para tentar desvendar os segredos de Isobel. Stefan encontra um novo perigo e Tyler descobre um segredo horrível sobre sua família. |         |                            |                  |                                            |                                               |                            |
| 4 | 26      | "Memory Lane"              | Rob Hardy        | Caroline Dries                             | 30 de Setembro de 2010 24 de outubro de 2010  | 3.18                       |
| Stefan continua tentando descobrir o motivo de Katherine ter voltado à Mystic Falls. Ela lhe conta novos acontecimentos de 1864. Tyler pressiona seu tio para que lhe conte a verdade. Damon tenta resolver seus problemas com Mason, mas tudo said e controle. Katherine dá um ultimato à Elena e Stefan. |         |                            |                  |                                            |                                               |                            |
| 5 | 27      | "Kill Or Be Killed"        | Jeff Woolnough   | Mike Daniels                               | 7 de Outubro de 2010 31 de outubro de 2010    | 3.47                       |
| Tyler descobre mais sobre seu tio Mason e a maldição. Stefan e Damon discutem a situação da família Lockwood. Xerife Forbes recebe mais notícias sobre Mason e a noite acaba em caos. |         |                            |                  |                                            |                                               |                            |
| 6 | 28      | "Plan B"                   | John Behring     | Elizabeth Craft Sarah Fain                 | 21 de Outubro de 2010 7 de novembro de 2010   | 3.62                       |
| Caroline e a mãe se aproximam. Elena tenta manter Jeremy a salvo, mas ele se oferece para ajudar Damon e Alaric a resolver o problema com Katherine. Bonnie descobre uma informação sobre Mason e conta para Stefan. Damon resolve cuidade de Mason sozinho. |         |                            |                  |                                            |                                               |                            |
| 7 | 29      | "Masquerade"               | Charles Beeson   | Kevin Williamson Julie Plec                | 28 de Outubro de 2010 14 de novembro de 2010  | 3.55                       |
| Damon e Stefan elaboram um novo plano para cuidar de Katherine no baile de máscara da família Lockwood. Katherine leva uma amiga para a festa, Lucy. Bonnie, Alaric e Jeremy tentam ajudar os meninos com seu plano, mas Katherine está um passo a frente e surpreende a todos. A noite dá uma reviravolta quando Tyler e Matt começam a beber com os amigos.                                                                    |         |                            |                  |                                            |                                               |                            |
| 8 | 30      | "Rose"                     | Liz Friedlander  | Brian Young                                | 4 de Novembro de 2010 21 de novembro de 2010  | 3.63                       |
| Stefan e Damon socorre Elena e descobrem novas informações sobre vampiros, eventos e pessoas do passado. Caroline tenta ajudar Tyler a lidar com a situação. |         |                            |                  |                                            |                                               |                            |
| 9 | 31      | "Katerina"                 | J. Miller Tobin  | Andrew Chambliss                           | 11 de Novembro de 2010 5 de dezembro de 2010  | 3.50                       |
| Elena vai à procura de novas informações sobre Katherine. Sabendo que Stefan iria discordar, ela pede segredo a Caroline. Bonnie e Jeremy conhecem um novo estudante, Luka. Damon usa um novo confidente para descobrir sobre a pedra da lua. |         |                            |                  |                                            |                                               |                            |
| 10 | 32      | "The Sacrifice"            | Ralph Hemecker   | Caroline Dries                             | 2 de Dezembro de 2010 12 de dezembro de 2010  | 3.46                       |
| Elena decide oferecer algo em troca à Rose. Quando o plano de Elena sai de controle, Rose chama Damon para lidar com as consequências. Para ajudar Bonnie, Jeremy se põe em perigo para pegar a pedra de volta. Stefan socorre Jeremy. Tyler mostra a Caroline o porão da família. Bonnie e Luka se aproximam ainda mais. |         |                            |                  |                                            |                                               |                            |
| 11 | 33      | "By the Light of the Moon" | Elizabeth Allen  | Mike Daniels                               | 9 de Dezembro de 2010 10 de julho de 2010     | 3.16                       |
| 12 | 34      | "The Descent"              | Marcos Siega     | Elizabeth Craft Sarah Fain                 | 27 de Janeiro de 2011 2 de outubro de 2011    | 3.55                       |
| 13 | 35      | "Daddy Issues"             | Joshua Butler    | Kevin Williamson e Julie Plec              | 3 de Fevereiro de 2011 9 de outubro de 2011   | 3.22                       |
| 14 | 36      | "Crying Wolf"              | David Von Ancken | Brian Young                                | 10 de Fevereiro de 2011 16 de outubro de 2011 | 2.79                       |
| 15 | 37      | "The Dinner Party"         | Marcos Siega     | Andrew Chambliss                           | 17 de Fevereiro de 2011 23 de outubro de 2011 | 3.07                       |
| 16 | 38      | "The House Guest"          | Michael Katleman | Caroline Dries                             | 24 de Fevereiro de 2011 30 de outubro de 2011 | 2.98                       |
| 17 | 39      | "Know The Enemy"           | Wendey Stanzler  | Mike Daniels                               | 7 de Abril de 2011 13 de novembro de 2011     | 2.73                       |
| 18 | 40      | "The Last Dance"           | John Behring     | Michael Narducci                           | 14 de Abril de 2011 20 de novembro de 2011    | 2.81                       |
| 19 | 41      | "Klaus"                    | Joshua Butler    | Kevin Williamson & Julie Plec              | 21 de Abril de 2011 27 de novembro de 2011    | 2.70                       |
| 20 | 42      | "The Last Day"             | J. Miller Tobin. | Andrew Chambliss & Brian Young             | 28 de Abril de 2011 4 de dezembro de 2011     | 2.68                       |
| 21 | 43      | "The Sun Also Rises"       | Paul M.Sommers   | Caroline Dries & Mike Daniels              | 5 de Maio de 2011 11 de dezembro de 2011      | 2.84                       |
| 22 | 44      | "As I Lay Dying"           | John Behring     | Turi Meyer & Al Septien & Michael Narducci | 12 de Maio de 2011 8 de dezembro de 2011      | 2.86                       |

### Terceira temporada (2011-2012)
| Episódio # | Total # | Título                    | Dirigido por      | Escrito por                                        | Estreia                                       | Audiência em milhões (EUA) |
| ---------- | ------- | ------------------------- | ----------------- | -------------------------------------------------- | --------------------------------------------- | -------------------------- |
| 1          | 45      | "The Birthday"            | John Behring      | Kevin Williamson & Julie Plec                      | 15 de Setembro de 2011 21 de outubro de 2012  | 3.10                       |
| 2          | 46      | "The Hybrid"              | Joshua Butler     | Al Septien & Turi Meyer                            | 22 de Setembro de 2011 21 de outubro de 2012  | 2.52                       |
| 3          | 47      | "The End of the Affair"   | Chris Grismer     | Caroline Dries                                     | 29 de Setembro de 2011 28 de outubro de 2012  | 2.74                       |
| 4          | 48      | "Disturbing Behavior"     | Wendey Stanzler   | Brian Young                                        | 6 de Outubro de 2011 28 de outubro de 2012    | 2.63                       |
| 5          | 49      | "The Reckoning"           | John Behring      | Michael Narducci                                   | 13 de Outubro de 2011 4 de novembro de 2012   | 2.89                       |
| 6          | 50      | "Smells Like Teen Spirit" | Rob Hardy         | Julie Plec & Caroline Dries                        | 20 de Outubro de 2011 4 de novembro de 2012   | 3.03                       |
| 7          | 51      | "Ghost World"             | David Jackson     | Rebecca Sonnenshine                                | 27 de Outubro de 2011 11 de novembro de 2012  | 3.28                       |
| 8          | 52      | "Ordinary People"         | J. Miller Tobin   | Nick Wauters, Julie Plec & Caroline Dries          | 3 de Novembro de 2011 11 de novembro de 2012  | 3.51                       |
| 9          | 53      | "Homecoming"              | Joshua Butler     | Evan Bleiweiss                                     | 10 de Novembro de 2011 27 de novembro de 2012 | 3.17                       |
| 10         | 54      | "The New Deal"            | John Behring      | Michael Narducci                                   | 5 de Janeiro de 2012 28 de novembro de 2012   | 3.32                       |
| 11         | 55      | "Our Town"                | Wendey Stanzler   | Rebecca Sonnenshine                                | 12 de Janeiro de 2012 29 de novembro de 2012  | 2.86                       |
| 12         | 56      | "The Ties That Bind"      | John Dahl         | Brian Young                                        | 19 de Janeiro de 2012 30 de novembro de 2012  | 2.71                       |
| 13         | 57      | "Bringing Out The Dead"   | Jeffrey Caça      | Turi Meyer & Al Septien                            | 2 de Fevereiro de 2012 1 de dezembro de 2012  | 2.74                       |
| 14         | 58      | "Dangerous Liaisons"      | Chris Grismer     | Caroline Dires                                     | 9 de Fevereiro de 2012 4 de dezembro de 2012  | 3.08                       |
| 15         | 59      | "All My Children"         | Pascal Vrschooris | Evan Bleiweiss & Michael Narducci                  | 16 de Fevereiro de 2012 4 de dezembro de 2012 | 2.90                       |
| 16         | 60      | "1912"                    | John Behring      | Julie Plec & Elisabeth R. Finch                    | 15 de Março de 2012 5 de dezembro de 2012     | 2.64                       |
| 17         | 61      | "Break On Through"        | Lance Anderson    | Rebecca Sonnenshine                                | 22 de Março de 2012 5 de dezembro de 2012     | 2.69                       |
| 18         | 62      | "The Murder of One"       | J. Miller Tobin   | Caroline Dries                                     | 29 de Março de 2012 6 de dezembro de 2012     | 2.44                       |
| 19         | 63      | "Heart of Darkness"       | Chris Grismer     | Brian Young & Evan Bleiweiss                       | 19 de Abril de 2012 6 de dezembro de 2012     | 2.21                       |
| 20         | 64      | "Do Not Go Gentle"        | Joshua Butler     | Michael Narducci                                   | 26 de Abril de 2012 7 de dezembro de 2012     | 2.22                       |
| 21         | 65      | "Before Sunset"           | Chris Grismer     | Charlie Charbonneau, Daphne Miles & Caroline Dries | 3 de Maio de 2012 8 de dezembro de 2012       | 2.54                       |
| 22         | 66      | "The Departed"            | John Behring      | Brett Matthews, Elizabeth R. Finch & Julie Plec    | 10 de maio de 2012 11 de dezembro de 2012     | 2.53                       |

### Quarta temporada (2012-2013)
| Episódio # | Total # | Título                             | Dirigido por       | Escrito por                            | Estreia                                       | Audiência em milhões (EUA) |
| --- | ------- | ---------------------------------- | ------------------ | -------------------------------------- | --------------------------------------------- | -------------------------- |
| 1 | 67      | "Growing Pains"                    | Chris Grismer      | Caroline Dries                         | 11 de outubro de 2012 4 de dezembro de 2013   | 3.18                       |
| Elena está empolgada para se mudar para morar com Caroline e acha que Bonnie logo estará com elas.                                                     |         |                                    |                    |                                        |                                               |                            |
| 2 | 68      | "Memorial"                         | Rob Hardy          | Jose Molina & Julie Plec               | 18 de outubro de 2012 4 de dezembro de 2013   | 2.91                       |
| Damon tenta localizar seu irmão, mas sem revelar a Elena sobre seu desaparecimento. Elena e Caroline investigam um assassinato no campus da faculdade. |         |                                    |                    |                                        |                                               |                            |
| 3 | 69      | "The Rager"                        | Lance Anderson     | Brian Young                            | 25 de outubro de 2012 6 de dezembro de 2013   | 2.87                       |
| 4 | 70      | "The Five"                         | Joshua Butler      | Brett Matthews & Rebecca Sonnenshine   | 1 de novembro de 2012 7 de dezembro de 2013   | 3.27                       |
| 5 | 71      | "The Killer"                       | Chris Grismer      | Michael Narducci                       | 8 de novembro de 2012 11 de dezembro de 2013  | 3.02                       |
| 6 | 72      | "We All Go a Little Mad Sometimes" | Wendey Stanzler    | Evan Bleiweiss & Julie Plec            | 15 de novembro de 2012 13 de dezembro de 2013 | 2.84                       |
| 7 | 73      | "My Brother's Keeper"              | Jeffrey Hunt       | Caroline Dries & Elisabeth R. Finch    | 29 de novembro de 2012 14 de dezembro de 2013 | 2.86                       |
| 8 | 74      | "We'll Always Have Bourbon Street" | Jesse Warn         | José Molina & Charlie Charbonneau      | 6 de dezembro de 2012 17 de dezembro de 2013  | 2.42                       |
| 9 | 75      | "O Come, All Ye Faithful"          | Pascal Verschooris | Michael J. Cinquemani & Julie Plec     | 13 de dezembro de 2012 17 de dezembro de 2013 | 2.81                       |
| 10 | 76      | "After School Special"             | David Von Ancken   | Brett Matthews                         | 17 de janeiro de 2013 19 de dezembro de 2013  | 2.95                       |
| 11 | 77      | "Catch Me If You Can"              | John Dahl          | Brian Young & Michael Narducci         | 24 de janeiro de 2013 20 de dezembro de 2013  | 2.71                       |
| 12 | 78      | "A View to a Kill"                 | Brad Turner        | Rebecca Sonnenshine                    | 31 de janeiro de 2013 7 de janeiro de 2014    | 2.56                       |
| 13 | 79      | "Into the Wild"                    | Michael Allowitz   | Caroline Dries                         | 7 de fevereiro de 2013 8 de janeiro de 2014   | 2.50                       |
| 14 | 80      | "Down the Rabbit Hole"             | Chris Grismer      | José Molina                            | 14 de fevereiro de 2013 10 de janeiro de 2014 | 2.31                       |
| 15 | 81      | "Stand By Me"                      | Lance Anderson     | Julie Plec                             | 21 de fevereiro de 2013 11 de janeiro de 2014 | 2.91                       |
| 16 | 82      | "Bring it on"                      | Jesse Warn         | Elisabeth R. Finch & Michael Narducci  | 14 de março de 2013 14 de janeiro de 2014     | 2.41                       |
| 17 | 83      | "Because the night"                | Garreth Stover     | Brian Young & Charlie Charbonneau      | 21 de março de 2013 16 de janeiro de 2014     | 2.65                       |
| 18 | 84      | "American Gothic"                  | Kellie Cyrus       | Evan Bleiweiss & Jose Molina           | 28 de março e 2013 17 de janeiro de 2014      | 2.46                       |
| 19 | 85      | "Pictures of you"                  | J. Miller Tobin    | Neil Reynolds & Caroline Dries         | 18 de abril de 2013 18 de janeiro de 2014     | 2.14                       |
| 20 | 86      | "The Originals"                    | Chris Grismer      | Julie Plec                             | 25 de abril de 2013 21 de janeiro de 2014     | 2.24                       |
| 21 | 87      | "She's Come Undone."               | Darnell Martin     | Michael Narducci & Rebecca Sonnenshine | 2 de maio de 2013 22 de janeiro de 2014       | 2,17                       |
| 22 | 88      | "The Walking Dead"                 | Rob Hardy          | Brian Young & Caroline Dries           | 9 de maio de 2013 24 de janeiro de 2014       | 2,28                       |
| 23 | 89      | "Graduation"                       | Chris Grismer      | Caroline Dries & Julie Plec            | 16 de maio de 2013 25 de janeiro de 2014      | 2,24                       |

### Quinta temporada (2013-2014)
| Episódio # | Total # | Título                                                                         | Dirigido por       | Escrito por                               | Estreia                                     | Audiência em milhões (EUA) |
| ---------- | ------- | ------------------------------------------------------------------------------ | ------------------ | ----------------------------------------- | ------------------------------------------- | -------------------------- |
| 1          | 90      | "I Know What You Did Last Summer (Eu Sei o Que Fizeste No Verão Passado - PT)" | Lance Anderson     | Caroline Dries                            | 3 de Outubro de 2013 10 de Junho de 2016    | 2.59                       |
| 2          | 91      | "True Lies (Mentiras Verdadeiras - PT)"                                        | Brian Young        | Joshua Butler                             | 10 de Outubro de 2013 10 de Junho de 2016   | 2.34                       |
| 3          | 92      | "Original Sin (Pecado Original - PT)"                                          | Jesse Warn         | Melinda Hsu Taylor & Rebecca Sonnenshine. | 17 de Outubro de 2013 17 de Junho de 2016   | 2.84                       |
| 4          | 93      | "For Whom The Bell Tolls (De Quem o Sino Toca - PT)"                           | Brian Young        | Joshua Butler                             | 24 de Outubro de 2013 17 de Junho de 2016   | 2.63                       |
| 5          | 94      | "Monster's Ball (Bola Monstruosa - PT)"                                        | Kellie Cyrus       | Sonny Postiglione                         | 31 de Outubro de 2013 24 de Junho de 2016   | 2.37                       |
| 6          | 95      | "Handle with Care (Faz Com Cuidado - PT)"                                      | Jeffrey Hunt       | Caroline Dries & Holly Brix               | 7 de Novembro de 2013 24 de Junho de 2016   | 2.59                       |
| 7          | 96      | "Death and the Maiden (A Morte e a Dama - PT)"                                 | Leslie Libman      | Rebecca Sonnenshine                       | 14 de Novembro de 2013 1 de Julho de 2016   | 2.72                       |
| 8          | 97      | "Dead Man on Campus (Homem Morto no Campus - PT)"                              | Rob Hardy          | Brian Young & Neil Reynolds               | 21 de Novembro de 2013 1 de Julho de 2016   | 2.67                       |
| 9          | 98      | "The Cell (A Cela - PT)"                                                       | Chris Grismer      | Melinda Hsu Taylor                        | 5 de Dezembro de 2013 8 de Julho de 2016    | 2.36                       |
| 10         | 99      | "Fifty Shades of Grayson (As 50 Sombras de Grayson - PT)"                      | Kellie Cyrus       | Caroline Dries                            | 12 de Dezembro de 2013 8 de Julho de 2016   | 2.44                       |
| 11         | 100     | "500 Years of Solitude (500 Anos de Solidão - PT)"                             | Chris Grismer      | Julie Plec & Caroline Dries               | 23 de Janeiro de 2014 15 de Julho de 2016   | 2.72                       |
| 12         | 101     | "The Devil Inside (O Diabo Por Dentro - PT)"                                   | Kellie Cyrus       | Brett Matthews & Sonny Postiglione        | 30 de Janeiro de 2014 15 de Julho de 2016   | 2.42                       |
| 13         | 102     | "Total Eclipse of the Heart (Eclipse Total do Coração - PT)"                   | Darren Genet       | Rebecca Sonnenshine & Holly Brix          | 6 de Fevereiro de 2014 22 de Julho de 2016  | 2.16                       |
| 14         | 103     | "No Exit (Sem Saída - PT)"                                                     | Michael Allowitz   | Brian Young                               | 27 de Fevereiro de 2014 22 de Julho de 2016 | 2.43                       |
| 15         | 104     | "Gone Girl (Rapariga Perdida - PT)"                                            | Lance Anderson     | Melinda Hsu Taylor                        | 6 de Março de 2014 29 de Julho de 2016      | 2.19                       |
| 16         | 105     | "While You Were Sleeping (Enquanto Tu Dormias - PT)"                           | Pascal Verschooris | Caroline Dries                            | 20 de Março de 2014 29 de Julho de 2016     | 2.28                       |
| 17         | 106     | "Rescue Me (Salva-me - PT)"                                                    | Leslie Libman      | Brett Matthews & Neil Reynolds            | 27 de Março de 2014 5 de Agosto de 2016     | 2.73                       |
| 18         | 107     | "Resident Evil (Residente Malvado - PT)"                                       | Paul Wesley        | Caroline Dries & Brian Young              | 17 de Abril de 2014 5 de Agosto de 2016     | 2.66                       |
| 19         | 108     | "Man on Fire (Homem Em Chamas - PT)"                                           | Michael Allowitz   | Melinda Hsu Taylor & Matthew D'Ambrosio   | 24 de Abril de 2014 12 de Agosto de 2016    | 2.81                       |
| 20         | 109     | "What Lies Beneath (O Que Se Esconde Por Baixo - PT)"                          | Joshua Butler      | Elisabeth R. Finch & Holly Brix           | 1 de Maio de 2014 12 de Agosto de 2016      | 2.84                       |
| 21         | 110     | "Promised Land (Terra Prometida - PT)"                                         | Michael Allowitz   | Rebecca Sonnenshine                       | 8 de Maio de 2014 19 de Agosto de 2016      | 2.50                       |
| 22         | 111     | "Home (Lar - PT)"                                                              | Chris Grismer      | Caroline Dries & Brian Young              | 15 de Maio de 2014 19 de Agosto de 2016     | 2.61                       |

### Sexta temporada (2014-2015)
| Episódio # | Total # | Título | Dirigido por        | Escrito por                                                               | Estreia                                        | Audiência em milhões (EUA) |
| --- | ------- | --- | ------------------- | ------------------------------------------------------------------------- | ---------------------------------------------- | -------------------------- |
| 1 | 112     | "I'll Remember (Vou Me Lembrar - BR) (Vou Lembrar-me - PT)"                                                                                          | Jeffrey Hunt        | Caroline Dries                                                            | 02 Outubro de 2014 26 de Agosto de 2016        | 1.81                       |
| Após passar os últimos quatro meses lidando com a perda de Damon de uma forma pouco convencional e potencialmente perigosa, Elena retornou à faculdade Whitmore para o início do segundo ano. Sem conseguir seguir em frente, Caroline fica desesperara em encontrar uma forma para reverter o feitiço anti-magia que os Viajantes colocaram em Mystic Falls e se sente ainda mais frustrada quando liga para Stefan, mas não recebe resposta. Tyler, que voltou a ser humano, se depara com uma situação em um jogo de futebol americano que testa suas habilidades de controle da raiva, ao mesmo tempo em que Matt se preocupa com o fato de que Jeremy está lidando com a morte de Bonnie de uma forma bastante destrutiva. Alaric, que sofre para se ajustar à sua nova vida como vampiro, se vê em uma situação estranha ao se deparar com Jo, uma linda médica do hospital universitário. Para completar, todos acreditam que Stefan está atrás de pistas para trazer Bonnie e Damon de volta, porém Elena fica chocada ao descobrir a verdade a respeito do que ele realmente está fazendo. |         | |                     |                                                                           |                                                |                            |
| 2 | 113     | "Yellow Ledbetter (Carta de Melhoras Amarela - PT)"                                                                                                  | Pascal Verschooris  | Julie Plec                                                                | 09 Outubro de 2014 26 de Agosto de 2016        | 1.67                       |
| Sabendo que precisa aceitar de alguma forma a morte de Damon, Elena pede ajuda para Alaric a fim de seguir em frente. Enquanto isso, Enzo convence Caroline a se juntar a ele na busca por uma pista para trazer Damon e Bonnie de volta, porém a garota fica chocada ao perceber que ele está fazendo um desvio para descobrir o que Stefan está tramando. Ao mesmo tempo, Matt se preocupa com Jeremy, já que o segundo está passando um bom tempo ao lado de Sarah, a jovem misteriosa que recentemente chegou a Mystic Falls. Já Tripp, líder do programa de proteção à comunidade, faz uma confissão interessante para Matt a respeito de sua conexão com a cidade. Para completar, com o Outro Lado destruído de uma vez por todas, Damon e Bonnie relutantemente se juntam para descobrir o mistério de onde estão e como voltarão para casa. |         | |                     |                                                                           |                                                |                            |
| 3 | 114     | "Welcome To Paradise (Boas Vindas Ao Paraíso - BR) (Bem-Vindo Ao Paraíso - PT)"                                                                      | Michael Allowitz    | Brian Young                                                               | 16 de Outubro de 2014 2 de Setembro de 2016    | 1.83                       |
| Em uma tentativa de trazer diversão de volta para suas vidas, Elena tenta convencer Caroline a encontrá-la na piscina de água natural, onde ela planeja apresentar a amiga a Liam. Enquanto isso, Tyler, ainda trabalhando para controlar seu problema de raiva, pede um favor a Liv e se surpreende quando ela faz uma confissão inesperada. Já Stefan retorna a Mystic Falls atrás de Enzo e é pego desprevenido quando nota uma estranha mudança em Elena. No lago, as ações de Enzo levam Matt a fazer uma revelação surpreendente, ao mesmo tempo em que Jeremy faz uma descoberta sobre o feitiço antimagia que pode, potencialmente, colocar a vida de Elena em perigo. Para completar, Damon e Bonnie se deparam com pistas que os levam a acreditar que não estão sozinhos. |         | |                     |                                                                           |                                                |                            |
| 4 | 115     | "Black Hole Sun (O Sol Do Buraco Negro - BR/PT)" | Kellie Cyrus        | Melinda Hsu Taylor & Neil Reynolds                                        | 23 de Outubro de 2014 2 de Setembro de 2016    | 1.66                       |
| Damon e Bonnie percebem que descobrir mais sobre uma época no passado de Damon pode trazer pistas sobre o caminho para casa, o que leva o Salvatore a ter que reviver um dos piores dias de sua vida. Após se deparar com Jo no hospital, Alaric segue para ajudar Jeremy a colocar sua vida de volta aos eixos, lidando com a perda de Bonnie. Já Stefan mostra para Elena como é começar de novo e criar uma nova identidade. Enquanto isso, Matt se vê em uma situação perturbadora quando Tripp compartilha com ele um segredo sombrio. Para completar, Stefan, que está desesperado em recuperar um pouco de normalidade em sua vida, fica abismado quando um visitante inesperado aparece. |         | |                     |                                                                           |                                                |                            |
| 5 | 116     | "The World Has Turned And Left Me Here (O Mundo Girou E Me Deixou Aqui - BR) (O Mundo Virou E Deixou-me Aqui - PT)"                                  | Leslie Libman       | Brett Matthews                                                            | 30 de Outubro de 2014 9 de Setembro de 2016    | 1.58                       |
| Com as festividades de recepção dos ex-alunos da faculdade Whitmore chegando, Elena convida Liam para acompanhá-la em uma festa. Enquanto isso, em vez de seguir para as comemorações, Caroline fica preocupada após Stefan aparecer de forma inesperada e pedir sua ajuda para limpar a bagunça criada por Enzo. Seguindo o conselho de Elena a fim de ser mais social, Alaric relutantemente comparece à festa, porém um acidente devastador logo ocorre, o que faz com que ele e Jo corram para salvar vidas. Já Tyler se vê em uma posição perigosa quando sua maldição de lobisomem é colocada em teste, ao mesmo tempo em que Stefan joga limpo com Caroline e fala sobre sua intenção de seguir para longe de Mystic Falls. Para completar, Damon e Bonnie fazem uma importante descoberta que afeta a jornada de volta para casa. |         | |                     |                                                                           |                                                |                            |
| 6 | 117     | "The More You Ignore Me, The Closer I Get (Quando Mais Você Me Ignora, Mais Perto Eu Chego - BR) (Quanto Mais Me Ignoras, Mais Eu Me Aproximo - PT)" | Garreth Stover      | Chad Fiveash & James Stoterau                                             | 06 de Novembro de 2014 9 de Setembro de 2016   | 1.59                       |
| Quando Alaric percebe que Jo não pode ser manipulada pelo dom vampiresco, ele pede para Elena descobrir mais sobre o passado da médica. Enquanto isso, Caroline descobre que Enzo foi capturado por Tripp, o que leva a vampira a se juntar com Matt e Stefan para resgatá-lo antes que Tripp descubra suas verdadeiras identidades. Armada com informações sobre seu passado, Sarah invade o escritório de Tripp e se surpreende ao ver Matt ali, realizando uma investigação própria. Mais tarde, Elena é forçada a lidar com as consequências de suas ações, enquanto Jeremy chega ao fundo do poço de uma forma destrutiva. Para completar, Damon está determinado a resolver as coisas por conta própria após receber notícias perturbadoras. |         | |                     |                                                                           |                                                |                            |
| 7 | 118     | "Do You Remember The First Time? (Você Se Lembra Da Primeira Vez? - BR) (Lembras-te da Primeira Vez? - PT)"                                          | Darren Genet        | Rebecca Sonnenshine                                                       | 13 de Novembro de 2014 16 de Setembro de 2016  | 1.56                       |
| O passado volta para assombrar Elena, o que a força a enfrentar seus problemas de frente. Após uma noite no evento de arrecadação de fundos para o Whitmore Medical Center, Jo se abre e conta para Alaric o seu passado trágico. Enquanto isso, Stefan, Matt e Enzo tomam medidas extremas, já que Tripp esconde informações sobre sua operação para matar vampiros. Ao mesmo tempo, Caroline precisa correr contra o relógio, já que a Xerife Forbes acaba bem no meio de um perigoso plano. Para completar, Tyler e Liv se aproximam, ao mesmo tempo em que Damon se depara com uma pista surpreendente que renova suas esperanças. |         | |                     |                                                                           |                                                |                            |
| 8 | 119     | "Fade Into You (Mergulho Em Você - BR) (Mergulhado Em Ti - PT)"                                                                                      | Joshua Butler       | Nina Fiore & John Herrera                                                 | 20 de Novembro de 2014 16 de Setembro de 2016  | 1.68                       |
| Enquanto preparam um Dia de Ação de Graças entre amigos no dormitório, Caroline e Elena recebem algumas notícias esperançosas de Alaric e Stefan, que viajaram para Portland a fim de conseguir informações a respeito do clã Gemini. Ao mesmo tempo, Tyler está determinado a ajudar Liv quando ela e Luke compartilham algumas informações perturbadoras sobre suas linhagens e os planos que seu grupo de bruxos possui para eles. Mais tarde, o jantar dá uma guinada drástica quando Jo, que revelou alguns detalhes dolorosos sobre seu passado, se vê lutando pela própria vida, com Alaric tentando ajudar de longe. Finalmente, Kai faz uma perigosa descoberta que o deixa um passo mais perto de sua libertação. |         | |                     |                                                                           |                                                |                            |
| 9 | 120     | "I Alone (Eu Sozinha - BR/PT)" | Kellie Cyrus        | Brian Young & Holly Brix                                                  | 4 de Dezembro de 2014 23 de Setembro de 2016   | 1.50                       |
| Damon se complica após dar continuidade a um plano que requer a participação contrariada de Alaric. Enquanto isso, Elena compartilha informações esperançosas com Jeremy a respeito de Bonnie, porém é pega desprevenida ao ver a reação do irmão. Liv ajuda Damon e Elena com o plano para trazer Bonnie de volta. No entanto, a situação segue por um caminho inesperado, o que faz com que a bruxa tenha uma difícil decisão a fazer. Já Matt resolve chamar a responsabilidade para si quando as ações e Enzo passam do limite, ao mesmo tempo em que a existência de Kai continua a ser uma perigosa ameaça. |         | |                     |                                                                           |                                                |                            |
| 10 | 121     | "Christmas Through Your Eyes (Natal Através De Seus Olhos - BR) (Natal Através Dos Teus Olhos - PT)"                                                 | Michael Allowitz    | Caroline Dries                                                            | 11 de Dezembro de 2014 23 de Setemebro de 2016 | 1.82                       |
| Totalmente sozinha no Natal. Com as festas de fim de ano se aproximando, Bonnie tenta replicar suas tradições favoritas, enquanto relembra tempos mais felizes com seus amigos. Sem poder voltar para Mystic Falls em sua época favorita do ano, Caroline fica surpresa quando a xerife Forbes traz as festas até ela em Whitmore College. Enquanto isso, depois de descobrir que Jo desapareceu, Alaric pede a ajuda de Damon e Elena. Liv e Luke entram em desacordo, quando Tyler se aproxima deles com um plano arriscado. Em outro lugar, Jeremy ajuda Matt a levar a cabo um plano para acabar com Enzo, mas fica preocupado quando Matt toma atitudes muito além do limite. Por fim, Stefan é forçado a dar notícias devastadoras a Caroline. |         | |                     |                                                                           |                                                |                            |
| 11 | 122     | "Woke Up With A Monster (Acordei Com Um Monstro - BR/PT)"                                                                                            | Paul Wesley         | Melinda Hsu Taylor                                                        | 22 de Janeiro de 2015 30 de Setembro de 2016   | 1.65                       |
| Mais poderoso do que nunca, Kai mantém Elena refém, enquanto aprende a controlar sua nova magia adquirida. Na mansão dos Salvatore, Liv e Alaric tentam preparar Jo para iminente cerimônia de fusão com Kai, mas logo eles percebem que Jo está mais fraca do que eles imaginavam. Depois de trazer a xerife Forbes do hospital para casa, Caroline viaja com Stefan para a Carolina do Norte, em busca de uma cura para o câncer de sua mãe. Enquanto isso, Stefan, que tem suas próprias intenções ao viajar para a Caroline do Norte, é pego desprevenido, quando Enzo aparece exigindo saber o que ele está escondendo. Por fim, quando Damon descobre que Elena foi sequestrada por Kai, ele é forçado a rever sua estratégia, depois que uma visita inesperada acaba atrapalhando o seu plano. |         | |                     |                                                                           |                                                |                            |
| 12 | 123     | "Prayer For The Dying (Oração Pela Morte - BR/PT)"                                                                                                   | Jeffrey Hunt        | Brett Matthews & Rebecca Sonnenshine                                      | 29 de Janeiro de 2015 30 de Setembro de 2016   | 1.47                       |
| O pai de Luke e Liv chega à cidade para celebrar o aniversário dos gêmeos e eles tentam convencê-lo a deixar Jo e Kai tomarem seus lugares na cerimônia da fusão. Tyler descobre que o ritual acontecerá mais rápido do que havia imaginado, portanto implora a Liv para deixá-lo falar com seu pai. Enquanto isso, o plano de Caroline para curar sua mãe sofre uma reviravolta inesperada e devastadora, o que leva Elena, Stefan e Damon a seguirem para o hospital, ao mesmo tempo em que Jo tenta salvar a vida da xerife Forbes. Mais tarde, com a fusão marcada para acontecer, o plano arriscado de Damon rapidamente faz com que as coisas saiam do controle, forçando um dos gêmeos a chamar a responsabilidade para si. |         | |                     |                                                                           |                                                |                            |
| 13 | 124     | "The Day I Tried To Live (O Dia Que Eu Tentei Viver - BR) (O Dia Em Que Eu Tentei Viver - PT)"                                                       | Pascal Verschooris  | Chad Fiveash & James Stoteraux                                            | 05 de Fevereiro de 2015 7 de Outubro de 2016   | 1.61                       |
| Determinada a celebrar o aniversário de Bonnie, Elena convence Jeremy de que a amiga gostaria que eles comemorassem a data. Após remontar o Ascendente, Elena, Jeremy e Damon tentam enviar uma mensagem a Bonnie, mas a situação se complica quando eles se deparam com uma descoberta inesperada. Enquanto isso, após descobrir o segredo de Stefan sobre a sobrinha-neta Sarah Salvatore, Enzo recruta um relutante Matt para ajudá-lo a interferir na vida da garota. Ao mesmo tempo, Stefan tenta ficar de olho e Caroline, uma vez que ela está escolhendo formas pouco convencionais para lidar com tudo o que está acontecendo ao seu redor. Para completar, percebendo que pode ser uma boa hora de seguir com sua própria vida, Jeremy contempla a ideia de deixar Mystic Falls de uma vez por todas. |         | |                     |                                                                           |                                                |                            |
| 14 | 125     | "Stay (Fique - BR) (Fica - PT)" | Chris Grismer       | Brian Young & Caroline Dries                                              | 12 de Fevereiro de 2015 7 de Outubro de 2016   | 1.52                       |
| É o último dia de Jeremy em Mystic Falls e Elena tentar se mostrar valente enquanto eles relembram o passado. Enquanto isso, Stefan e Caroline ficam ainda mais próximos, ao mesmo tempo em que preparam a casa de campo da família de Caroline para sua mãe viver seus últimos dias. Enquanto empacota as coisas de seu escritório, a xerife Forbes pede a ajuda de Damon para resolver um dos remanescentes casos abertos, que envolve os pais de Elena. Mais tarde, quando um violento confronto com Enzo faz Jeremy se questionar se deve mesmo partir ou não, Matt vê sua própria vida em risco após Enzo atrair tanto ele quando Sarah Salvatore para participar de seu perigoso plano. Para completar, Caroline corre para o hospital após receber a notícia de que a sua mãe piorou. |         | |                     |                                                                           |                                                |                            |
| 15 | 126     | "Let Her Go (Deixe Ela Ir - BR) (Deixa-a Ir - PT)"                                                                                                   | Julie Plec          | Julie Plec                                                                | 19 de Fevereiro de 2015 14 de Outubro de 2016  | 1.41                       |
| Após distribuir tarefas para cada um de seus amigos, Caroline tenta lidar com sua atual situação, ao mesmo tempo em que a realidade começa a tomar conta de seu redor. Enquanto passa o dia com Caroline, Elena fica preocupada, pois começa a notar uma mudança estranha de comportamento. Já Alaric fica desconfiado quando Kai, que começa a experimentar as consequências inesperadas da fusão, vai até Jo desesperado e em busca de ajuda. Ao mesmo tempo, Bonnie se vê em uma situação pouco familiar, enquanto Matt e Tyler contemplam uma grande mudança de vidas. Para completar, Damon oferece conselhos para Caroline sobre como lidar com tudo que está ocorrendo ao redor da garota, o que o força a revisitar memórias dolorosas envolvendo sua própria mãe. |         | |                     |                                                                           |                                                |                            |
| 16 | 127     | "The Downward Spiral (A Decrescente Espiral - BR) (A Espiral Decrescente - PT)"                                                                      | Ian Somerhalder     | Brian Young & Caroline Dries                                              | 12 de Março de 2015 14 de Outubro de 2016      | 1.30                       |
| Após desligar sua humanidade em consequência da morte da mãe, Caroline dá um inesperado ultimato aos amigos. Não sabendo como lidar com a nova Caroline, a tentativa de Stefan de intervir acarreta uma série de eventos perigosos que colocam ele e Elena em uma corrida contra o relógio. Enquanto isso, após tentar arrancar respostas de Kai sobre o mundo da prisão, a vida de Damon é virada de cabeça para baixo ao descobrir informações devastadoras sobre a mãe, Lily. Já Enzo fica cada vez mais intrigado com Sarah Salvatore, ao mesmo tempo em que Bonnie começa a lidar com os efeitos de estar de volta ao mundo real. |         | |                     |                                                                           |                                                |                            |
| 17 | 128     | "A Bird In A Gilded Cage (Um Pássaro Em Uma Gaiola Dourada - BR) (Um Pássaro Numa Gaiola Dourada - PT)"                                              | Joshua Butler       | Neil Reynolds                                                             | 19 de Março de 2015 21 de Outubro de 2016      | 1.59                       |
| Com a ajuda de Bonnie e Kai, Damon e Elena arquitetam um plano para resgatar a mãe de Damon, Lily, que está presa em um mundo-prisão no ano de 1903. Enquanto isso, o plano de Caroline para Stefan vai por água abaixo e ela precisa juntar os pedaços que restaram. De volta à faculdade Whitmore, a tentativa de Enzo e Alaric de trazer Caroline de volta não sai conforme o planejado. Para completar, um presente inesperado dado por Bonnie deixa Damon abalado. |         | |                     |                                                                           |                                                |                            |
| 18 | 129     | "I Could Never Love Like That (Eu Nunca Poderia Amar Assim - BR/PT)"                                                                                 | Leslie Libman       | Chad Fiveash & James Stoteraux (teleplay) & Matthew D'Ambrosio (história) | 16 de Abril de 2015 21 de Outubro de 2016      | TBA                        |
| Com a humanidade desligada, Stefan e Caroline começam a causar estragos em Whitmore, obrigando Damon a realizar um plano arriscado que envolve Lily (atriz convidada Annie Wersching). Depois de correr para ajudar Jo a tratar as vítimas mais recentes da farra de assassinatos de Stefan e Caroline, Elena descobre que Jo está grávida, levando-a a reavaliar a sua própria vida como uma vampira. Enquanto isso, quando Sarah corajosamente vira o jogo contra um desavisado Enzo, ele é forçado a se abrir sobre seu passado trágico. Por fim, no Scull Bar, uma rodada de karaokê deixa Tyler e Matt em uma situação perigosa. |         | |                     |                                                                           |                                                |                            |
| 19 | 130     | "Because (Porque - BR/PT)" | Geoff Shotz         | Melinda Hsu Taylor                                                        | 23 de Abril de 2015 28 de Outubro de 2016      | TBA                        |
| Lutando com a dúvida de contar ou não sobre a cura para Elena, Damon questiona a garota sobre o futuro deles juntos e como seria a vida se eles não fossem vampiros. Enquanto isso, todos se envolvem quando o plano para parar Caroline, sem humanidade, não dá certo. Em outros lugares, quando Bonnie descobre que Damon traiu sua confiança, ela leva o assunto por conta própria, dando início a uma série de eventos que deixa Damon lidando com as consequências. Por fim, após ser forçado a enfrentar seu passado traumático, Enzo vai atrás de respostas e fica surpreso ao descobrir a verdade sobre o dia em que foi transformado em um vampiro. |         | |                     |                                                                           |                                                |                            |
| 20 | 131     | "I'd Leave My Happy Home For You (Eu deixaria Minha Casa Feliz Por Você - BR) (Deixaria O Meu Querido Lar Por Ti - PT)"                              | Jesse Warn          | Brett Matthews & Rebecca Sonnenshine                                      | 30 de Abril de 2015 28 de Outubro de 2016      | TBA                        |
| Enquanto Alaric e Jo relutantemente participam de suas festas de solteiros, Damon e Elena discutem as ramificações de uma oferta impulsiva feita por ele. Insegura sobre o que fazer, Elena pede conselhos a Bonnie e Jo, mas fica ainda indecisa quando Bonnie coloca algumas preocupações em foco. Quando Enzo percebe que Lily está em uma perigosa espiral decrescente, ele pede ajuda para Stefan intervir antes que seja tarde demais. Para completar, Matt cansado de ameaças sobrenaturais em sua cidade, acaba descontando suas frustrações em Tyler, ao mesmo tempo em que Alaric considera um conselho capaz de mudar sua vida. |         | |                     |                                                                           |                                                |                            |
| 21 | 132     | "I'll Wed You In The Golden (Vou Casar-te Em Dourado - PT)"                                                                                          | Michael A. Allowitz | TBA                                                                       | 7 de maio de 2015 4 de Novembro de 2016        | TBA                        |
| É o dia do casamento de Alaric e Jo e Elena e Bonnie fazem seu melhor para ajudar uma Jo estressada com as últimas preparações. Depois de descobrir algumas novidades devastadoras que Damon estava escondendo dele, Stefan leva o irmão para um passeio para lhe dar alguma perspectiva sobre seu futuro com Elena. Enquanto isso, quando Caroline retorna à Mystic Falls depois de lidar com sua falta de humanidade, começa a fazer as pazes com seus amigos e começa a ter algumas perspectivas de sua relação com Stefan. Finalmente, quando Bonnie começa a ter pesadelos com Lily vindo atrás dela, ela chama Matt para ajuda-la a lidar com Lily. Michael Trevino e Michael Malarkey também estrelam. |         | |                     |                                                                           |                                                |                            |
| 22 | 133     | "I'm Thinking Of You All The While (Eu Estou Pensando Em Você O Tempo Todo) (Estou Sempre A Pensar Em Ti - PT)"                                      | Chris Grismer       | Julie Plec & Caroline Dries                                               | 14 de maio de 2015 4 de Novembro de 2016       | TBA                        |
| No fim das poderosas núpcias de Alaric e Jo, as coisas sofrem uma grande virada quando um hóspede não convidado aparece, deixando Elena em terrível perigo. Apesar do conselho de Matt de sair da cidade para se proteger, Bonnie de forma desafiante tem que lidar por si só com o assunto depois de se ver em um plano confuso. À medida que Stefan e Caroline chegam a um cruzamento emocional, uma reunião com Liv deixa Tyler com uma decisão que pode mudar sua vida para sempre. Enquanto isso, as ações imprudentes de Lily fazem Stefan perceber até onde sua mãe vai para se reunir com a sua “família”. Finalmente, depois de uma cadeia de eventos devastadores, Damon é forçado a tomar a decisão mais difícil de sua vida. |         | |                     |                                                                           |                                                |                            |

### Sétima temporada (2015-2016)
Nos Estados Unidos a série estreou no dia 8 de Outubro de 2015. No Brasil a série teve a sua data de estreia a 26 de Outubro de 2015. Em Portugal a 7ª Temporada estreou no dia 3 de fevereiro de 2017.
| Episódio # | Total # | Título original (Título no Brasil) | Dirigido por          | Escrito por                                                    | Estreia                                                               | Audiência em milhões (EUA) |
| --- | ------- | --- | --------------------- | -------------------------------------------------------------- | --------------------------------------------------------------------- | -------------------------- |
| 1 | 134     | "Day One of Twenty-Two Thousand, Give or Take (Dia Um De Vinte e Dois Mil, Mais ou Menos - BR) (Dia Um de Vinte e Dois Mil, Acho Eu - PT)" | Pascal Verschooris    | Caroline Dries                                                 | 8 de outubro de 2015 26 de outubro de 2015 3 de fevereiro de 2017     | 1.38                       |
| Após um plano que deixou a vida de sua namorada, Elena, ligada à da melhor amiga Bonnie, Damon é forçado a navegar pela sua nova realidade sem a companhia de seu grande amor. A nova e poderosa Bonnie decide que será o compasso moral de Damon, mantendo-o em seu olhar, ao mesmo tempo em que o vampiro resolve manter uma vigilância cautelosa sob Alaric após a morte de sua noiva, Jo. Enquanto aguarda Caroline lidar com suas próprias emoções, Stefan toma a decisão de proteger a cidade de Lily e de sua família de Hereges, que não perderam tempo e causaram sérios estragos em Mystic Falls. Enzo sofre para encontrar seu lugar na nova vida de Lily e acaba rapidamente sendo forçado a decidir de que lado está sua lealdade. Para completar, com as apostas mais altas do que nunca, Matt — que completou recentemente seu treinamento na polícia — se junta a Stefan e Caroline para acabar com a ameaça dos Hereges, porém uma virada surpreendente nos eventos deixa um deles em uma posição perigosa. |         | |                       |                                                                |                                                                       |                            |
| 2 | 135     | "Never Let Me Go (Nunca Me Deixe Ir - BR) (Nunca Me Deixes Ir - PT)"                                                                       | Chris Grismer         | Brian Young                                                    | 15 de outubro de 2015 2 de novembro de 2015 3 de fevereiro de 2017    | 1.40                       |
| Quando uma decisão impulsiva de Damon ameaça reverter um acordo cuidadosamente negociado entre Stefan e Lily, ele não tem escolha a não ser consertar as coisas com sua mãe antes que tudo saia do controle. No entanto, Lily mostra estar um passo à frente e realiza um plano que atinge Damon onde mais dói. Em outros lugares, de volta à Universidade Whitmore, Alaric pede ajuda a Bonnie para lidar com um artefato misterioso e potencialmente perigoso obtido por ele, enquanto Matt é forçado a tomar uma decisão arriscada de vida ou morte. Para completar, Caroline, que se tornou um peão no plano de retaliação de Lily e dos Hereges, descobre um detalhe chocante sobre o passado de Stefan. |         | |                       |                                                                |                                                                       |                            |
| 3 | 136     | "Age of Innocence (Idade Da Inocência - BR/PT)"                                                                                            | Michael A. Allowitz   | Melinda Hsu Taylor & Holly Brix                                | 22 de outubro de 2015 9 de novembro de 2015 10 de fevereiro de 2017   | 1.23                       |
| Como consequência de um plano inteligente orquestrado por Lily, Damon coloca o pé na estrada em companhia de Bonnie e Alaric, já que busca algo para usar como vantagem contra sua mãe. Enquanto isso, Caroline — que segue como refém dos Hereges — descobre informações chocantes sobre o passado de Valerie. Ao mesmo tempo, Stefan descobre alguns detalhes inesperados a respeito de seu próprio passado através de Lily. Para completar, Alaric pede ajuda a Bonnie após jogar limpo a respeito de um segredo que esteve guardando. |         | |                       |                                                                |                                                                       |                            |
| 4 | 137     | "I Carry Your Heart With Me (Levo Seu Coração Comigo - BR) (Levo O Teu Coração Comigo - PT)"                                               | Jeffrey Hunt          | Neil Reynolds                                                  | 29 de outubro de 2015 16 de novembro de 2015 10 de fevereiro de 2017  | 1.24                       |
| Damon acredita que está em vantagem na sua luta contra Lily, porém uma virada inesperada de eventos o leva a ter que pensar em um plano alternativo. Mais tarde, as ações de Damon ganham a atenção nada desejada de Mary Louise e Nora, o que faz com que Stefan e Caroline sejam forçados a passar a noite distraindo as garotas durante o baile do Céu e Inferno, realizado na faculdade Whitmore. Finalmente, após suspeitar de algo, Enzo sai em uma missão a fim de descobrir o que Valerie está tramando, ao mesmo tempo em que o plano de Alaric e Bonnie faz com que seus mundos virem de cabeça para baixo. |         | |                       |                                                                |                                                                       |                            |
| 5 | 138     | "Live Through This (Sobreviva - BR) (Sobrevive e Ultrapassa - PT)"                                                                         | Rebecca Sonnenshine   | Kellie Cyrus                                                   | 5 de novembro de 2015 23 de novembro de 2015 17 de fevereiro de 2017  | 1.34                       |
| Depois de perceber o caminho obscuro pelo qual estava seguindo, Damon decide que vai começar de novo e que suas ações daqui para frente serão dignas de Elena. Enquanto isso, Lily se prepara para a chegada de uma figura especial de seu passado, ao mesmo tempo em que Enzo se mostra apreensivo. Mais tarde, a pedido de Caroline, Stefan fica frente a frente com Valerie e descobre detalhes perturbadores sobre o passado, ao mesmo tempo em que Enzo e Bonnie batem de frente ao serem forçados a lidar com uma ameaça violenta. Para completar, Bonnie descobre uma informação perturbadora envolvendo a Pedra da Fênix, forçando-a a confrontar Alaric. |         | |                       |                                                                |                                                                       |                            |
| 6 | 139     | "Best Served Cold (Prato Que Se Come Frio - BR) (Melhor Servido Frio - PT)"                                                                | Darren Genet          | Caroline Dries                                                 | 12 de novembro de 2015 30 de novembro de 2015 17 de fevereiro de 2017 | 1.32                       |
| Após se reunir com seu antigo amor, Julian, Lily oferece um jantar para apresentá-lo a Damon e Stefan e para declarar a paz entre sua família de Hereges e os residentes de Mystic Falls. Damon e Stefan chegam a um impasse ao perceberem que possuem visões diferentes sobre como lidar com a chegada de Julian. Na festa, Bonnie e Matt descobrem um estranho mistério envolvendo alguns residentes acima de qualquer suspeita, ao mesmo tempo em que uma revelação devastadora faz com que Alaric chegue ao seu limite. |         | |                       |                                                                |                                                                       |                            |
| 7 | 140     | "Mommie Dearest (Mamãezinha Querida - BR) (Querida Mãezinha - PT)"                                                                         | Tony Solomons         | James Stoteraux & Chad Fiveash                                 | 19 de novembro de 2015 7 de dezembro de 2015 24 de fevereiro de 2017  | 1.10                       |
| Para provar que Julian está manipulando Lily , Stefan e Damon confrontam sua mãe com as memórias dolorosas de suas infâncias. No entanto, quando Lily revela um segredo sombrio que ela está abrigando por mais de 160 anos, Stefan e Damon são levados a questionar tudo o que já sabem sobre sua família. Determinado a provar a si mesmo para Lily, Enzo fica cara-a-cara com Julian e desafia-o para um duelo, mas uma reviravolta inesperada ameaça complicar as coisas. Em outros lugares, Matt encontra-se no meio de um mistério aprofundamento envolvendo os moradores de Mystic Falls e o mundo de Caroline vira de cabeça para baixo quando Valerie revela algumas novidades de mudança de vida para ela. |         | |                       |                                                                |                                                                       |                            |
| 8 | 141     | "Hold Me, Thrill Me, Kiss Me, Kill Me (Me Abrace, Me Emocione, Me Beije, Me Mate - BR) (Abraça-me, Espanta-me, Beija-me, Mata-me - PT)"    | Leslie Libman         | Brett Matthews                                                 | 3 de dezembro de 2015 14 de dezembro de 2015 24 de fevereiro de 2017  | 1.32                       |
| Enquanto Julian e Lily organizam uma festa para celebrar o aniversário do relacionamento de Mary Louise e Nora, Stefan e Damon colocam em ação um plano arriscado para eliminar uma nova ameaça trazida por Julian. Enquanto isso, após a grande revelação feita por Valerie, Caroline é forçada a enfrentar sua nova realidade, mesmo que isso ameace destruir sua relação com Stefan. Por fim, determinada a fazer o melhor por sua família, Lily toma a decisão mais difícil de sua vida. |         | |                       |                                                                |                                                                       |                            |
| 9 | 142     | "Cold as Ice (Frio Como Gelo - BR/PT)" | Geoffrey Wing Shotz   | Brian Young                                                    | 10 de dezembro de 2015 15 de fevereiro de 2016 3 de março de 2017     | 1.17                       |
| Com as férias em pleno andamento, uma busca por Julian leva Damon e Stefan para uma pequena cidade fora de Mystic Falls. Enquanto gerencia uma campanha de brinquedos nas férias do Whitmore College, Bonnie procura ajuda de Nora e as duas iniciam uma amizade improvável. Em outros lugares, Caroline faz o seu melhor para navegar em sua nova vida como vampira grávida, enquanto Alaric fica preocupado que a gravidez está afetando mais do que ela pode aguentar. Finalmente, encontrando-se em desacordo com Damon, Stefan é forçado a encarar o assunto com suas próprias mãos, desencadeando uma série de eventos trágicos que mudará sua vida para sempre. |         | |                       |                                                                |                                                                       |                            |
| 10 | 143     | "Hell is Other People (O Inferno São Os Outros - BR/PT)"                                                                                   | Deb Chow              | Holly Brix & Neil Reynolds                                     | 29 de janeiro de 2016 22 de fevereiro de 2016 3 de março de 2017      | 1.24                       |
| Após bater de frente com Julian a fim de vingar a morte de Lily, Damon acorda e percebe que está preso dentro da Pedra da Fênix, sendo atormentado pelo trauma de sua passagem pela Guerra Civil e é forçado a enfrentar seu demônio mais interno para poder sair. Do lado de fora, Bonnie corre contra o tempo para libertar Damon antes que os efeitos da Fênix tomem conta e o mudem para sempre. |         | |                       |                                                                |                                                                       |                            |
| 11 | 144     | "Things We Lost in the Fire (As Perdas do Incêndio - BR) (Perdas No Incêndio - PT)"                                                        | Paul Wesley           | Melinda Hsu Taylor                                             | 5 de fevereiro de 2016 29 de fevereiro de 2016 10 de março de 2017    | 1.09                       |
| Com os efeitos traumáticos da pedra Phoenix causados em seu irmão, Stefan tenta ajudar Damon a recuperar a noção da realidade, enquanto secretamente luta com sua própria experiência na pedra. Em outros lugares, Matt e Bonnie lidam com as consequências depois de Julian e seus homens terem dominado Mystic Falls, levando Matt a uma espiral perda de controle e em problemas com uma oficial chamada Penny. Enquanto isso, Tyler retorna à cidade para o chá de bebê de Alaric e Caroline. A mesma faz uma descoberta perturbadora envolvendo Alaric e seu plano futuro para com os bebês. |         | |                       |                                                                |                                                                       |                            |
| 12 | 145     | "Postcards From the Edge (Postais do Limite - BR) (Postais Do Além - PT)"                                                                  | Pascal Verschooris    | Rebecca Sonnenshine                                            | 12 de fevereiro de 2016 7 de março de 2016 10 de março de 2017        | 1.08                       |
| Quando sua experiência na pedra Phoenix leva-o a fazer o impensável, Damon encontra-se sem algo para se importar no mundo, em uma espiral sem controle e sob a influência de um Julian perigoso e imprudente. Recusando-se a desistir de seu irmão, Stefan tenta argumentar com Damon só para descobrir a razão devastadora para o tal colapso. Em outros lugares, Caroline começa a ter alguns efeitos perigosos em seu corpo, como resultado de sua gravidez sobrenatural e é forçada a recorrer a ajuda de Valerie. Enquanto isso, Bonnie, Nora e Mary Louise tentam rastrear uma caçadora de vampiros implacável chamada Rayna depois de suspeitar de sua ressurgência. |         | |                       |                                                                |                                                                       |                            |
| 13 | 146     | "This Woman’s Work (O Trabalho Dessa Mulher - BR) (O Trabalho Desta Mulher - PT)"                                                          | Garreth Stover        | Chad Fiveash & James Stoteraux                                 | 19 de fevereiro de 2016 14 de março de 2016 17 de março de 2017       | 1.06                       |
| Quando as complicações de sua gravidez sobrenatural deixar a vida de Caroline pendurada na balança, Stefan e Valerie tomam medidas extremas para tentar salvar ela e os bebês. Enquanto isso, depois de descobrir um segredo obscuro sobre Damon, Enzo usa as informações para forçá-lo a ajudar em rastrear Rayna Cruz, uma caçadora de vampiros cruel que está à solta. No entanto, quando as ações de Damon inadvertidamente colocar todos que ele ama no caminho de Rayna, ele é forçado a fazer as coisas rapidamente antes que seja tarde demais. |         | |                       |                                                                |                                                                       |                            |
| 14 | 147     | "Moonlight On The Bayou (Luar Sobre o Bayou - BR/PT)"                                                                                      | Jeffrey Hunt          | Caroline Dries & Brett Matthews                                | 26 de fevereiro de 2016 21 de março de 2016 17 de março de 2017       | 1.12                       |
| A fim de atrair uma vingativa caçadora de vampiros chamada Reyna Cruz para longe de seus amigos em Mystic Falls, Stefan vai para Nova Orleans, onde Valerie ouviu falar de uma casa segura que pode protegê-lo. Ao chegar lá, ele fica cara a cara com Klaus Mikaelson, que logo suspeita da chegada inesperada de seu velho amigo em sua cidade. Enquanto isso, Enzo, que está trabalhando em nome de uma organização misteriosa chamada The Armory, aborda Damon e Bonnie com um plano que pode proteger Stefan de Rayna. Finalmente, depois de saber que Alaric decidiu imediatamente ir embora para Dallas com os gêmeos, Caroline se oferece para acompanhá-los na viagem e encontra-se contemplando seu próprio futuro em Mystic Falls. |         | |                       |                                                                |                                                                       |                            |
| 15 | 148     | "I Would For You (Eu Faria Por Você - BR) (Eu Devo-te Tudo - PT)"                                                                          | Mike Karasick         | Brian Young                                                    | 4 de março de 2016 28 de março de 2016 24 de março de 2017            | 1.06                       |
| Enquanto Stefan e Valerie procuram uma erva mágica que pode mantê-lo escondido de Rayna, Damon vem com seu próprio plano para derrubá-la de uma vez por todas. No entanto, edentro da Armory, Bonnie faz uma descoberta chocante sobre Rayna que leva o plano de Damon a uma parada brusca. Em outros lugares, uma conversa com Caroline deixa Stefan questionar seu futuro juntos, enquanto Matt decide que pode ser hora de realmente tomar uma posição contra os vampiros de Mystic Falls. Por fim, assim como o capítulo médio da temporada chega ao fim, o desejo de Damon de ficar de fora do jogo cresce enquanto ele corre para concluir negócios inacabados com Stefan e Bonnie. |         | |                       |                                                                |                                                                       |                            |
| 16 | 149     | "Days of Future Past (Dias De Um Futuro Passado - BR/PT)"                                                                                  | Ian Somerhalder       | Melinda Hsu Taylor                                             | 1 de abril de 2016 25 de abril de 2016 24 de março de 2017            | 1.07                       |
| Na tentativa de fazer as coisas direito com seu irmão, Damon oferece a ter a cicatriz de Stefan magicamente transferida para ele, apenas para descobrir que isso pode vir com algumas consequências inesperadas. Com o tempo esgotando-se e Rayna se aproximando de Stefan, Valerie tenta desesperadamente argumentar com Damon antes que seja tarde demais. Em outra parte, depois de ter sido acusado de tirar Rayna da Armory, Enzo tenta limpar seu nome, mas não antes de um violento confronto com Nora que obriga-o a fazer uma descoberta perturbadora. |         | |                       |                                                                |                                                                       |                            |
| 17 | 150     | "I Went To The Woods (Eu Fui À Floresta - BR) (Eu Fui Aos Bosques - PT)"                                                                   | Julie Plec            | Julie Plec & Neil Reynolds (história) Neil Reynolds (teleplay) | 8 de abril de 2016 2 de maio de 2016 31 de março de 2017              | 1.03                       |
| Em sequência da decisão fatal de seu irmão, Stefan acorda e encontra-se jogado em uma situação de vida ou morte com apenas seus instintos básicos para confiar. Com o tempo trabalhando contra ele, ele sai em uma jornada de sobrevivência, enquanto é forçado a enfrentar uma vida de danos irreversíveis que Damon tem feito no relacionamento dos dois. Enquanto isso, desesperado para salvar seu irmão, Damon segue uma vantagem incomum que ele se deparou, enquanto Matt envia Valerie para Dallas para conseguir a ajuda de Alaric na busca de Stefan. Finalmente, quando Rayna descobre o surgimento de uma nova ameaça, ela embarca em sua própria missão para encontrar Stefan antes dos outros. |         | |                       |                                                                |                                                                       |                            |
| 18 | 151     | "One Way Or Another (De Um Jeito Ou De Outro - BR) (De Uma Maneira Ou De Outra - PT)"                                                      | Rashaad Ernesto Green | Penny Cox (história) Rebecca Sonnenshine (teleplay)            | 15 de abril de 2016 9 de maio de 2016 31 de março de 2017             | 1.02                       |
| Determinado em capturar um vampiro fugitivo chamado Ambrose, que pode ser a chave para deixar Stefan seguro novamente, Damon vai para Memphis com Alaric. No entanto, relutante em voltar atrás com seus antigos jeitos de caçar vampiros, Alaric deixa claro a sua falta de vontade de participar, enquanto revela a verdade sobre os últimos três anos sem Damon em sua vida. Enquanto isso, na ala psiquiátrica, Bonnie conhece uma jovem mulher chamada Virginia, que fornece a ela algumas informações valiosas sobre o porquê da Armory talvez venha atrás dela. Finalmente, Enzo leva o assunto em suas próprias mãos quando ele descobre alguma notícia devastadora de Rayna. |         | |                       |                                                                |                                                                       |                            |
| 19 | 152     | "Somebody That I Used To Know (Alguém Que Conhecia - BR’') (Alguém Que Eu Achava Conhecer - PT)"                                           | Chris Grismer         | Matthew D’Ambrosio (história) & Holly Brix (teleplay)          | 22 de abril de 2016 16 de maio de 2016 7 de abril de 2017             | 1.02                       |
| Quando os esforços de Enzo para proteger Bonnie acabam colocando sua vida em perigo, eles descobrem que Rayna pode ser a chave para sua sobrevivência. Com o tempo se esgotando e Rayna no controle, Enzo e Bonnie relutantemente juntam-se com Damon, que está desesperado para salvar a vida de Bonnie e para reparar sua amizade quebrada. Em outros lugares, quando Stefan viaja para Dallas e fica cara a cara com Alaric, as tensões tomam escala e eles são forçados a confrontar as consequências da ausência de Stefan na vida de Caroline. Finalmente, Enzo descobre os verdadeiros motivos da Armory por trás de sua busca por Bonnie. |         | |                       |                                                                |                                                                       |                            |
| 20 | 153     | "Kill 'Em All (Matar a Todos - BR) (Mata-os a Todos - PT)"                                                                                 | Kellie Cyrus          | Chad Fiveash & James Stoteraux                                 | 29 de abril de 2016 23 de maio de 2016 7 de abril de 2017             | 1.05                       |
| Com a vida de Bonnie em jogo e uma batalha difícil pela frente, Damon e Enzo levam o peso da tentativa de salvar Bonnie antes que sua condição piora. Stefan relutantemente se junta com Matt por causa de Bonnie e descobre a verdade por trás da raiva de Matt em sua direção. Em outra parte, determinada a ajudar sua melhor amiga, Caroline junta-se com Alaric em uma missão e rapidamente percebe o quanto ela perdeu seu antigo estilo de vida sobrenatural. Finalmente, depois de seu plano ir por um rumo inesperado, Damon toma uma decisão fatal que irá mudar para sempre a sua relação com Bonnie. |         | |                       |                                                                |                                                                       |                            |
| 21 | 154     | "Requiem For a Dream (Réquiem Para Um Sonho - BR) (Descansa e Sonha - PT)"                                                                 | Paul Wesley           | Brett Matthews & Neil Reynolds                                 | 6 de maio de 2016 30 de maio de 2016 14 de abril de 2017              | 0.90                       |
| Quando a tentativa arriscada de Damon de salvar Bonnie toma um rumo inesperado, as consequências de suas ações forçam todos a unirem-se para ajudá-la a sobreviver. Enquanto isso, quando uma nova ameaça deixa a vida de Caroline em perigo, Stefan faz uma decisão precipitada que, finalmente, os obriga a enfrentar as consequências do seu relacionamento. Em outros lugares, Enzo tenta se segurar firme enquanto ele vê dolorosamente Bonnie lutando por sua vida, assim como Matt leva o assunto em suas próprias mãos para salvar um de seus amigos mais próximos. |         | |                       |                                                                |                                                                       |                            |
| 22 | 155     | "Gods & Monsters (Deuses & Monstros - BR/PT)"                                                                                              | Michael A. Allowitz   | Brian Young                                                    | 13 de maio de 2016 6 de junho de 2016 14 de abril de 2017             | TBA                        |
| Apesar de seus melhores esforços para ajudar a Bonnie através da situação angustiante que ela enfrenta agora, Damon, Enzo e Caroline percebem que suas opções estão se esgotando e medidas drásticas precisam ser tomadas. Com a sua única chance de salvar sua amiga presae dentro da Armory, Stefan dá a notícia para Caroline que eles podem precisar de ajuda de uma fonte improvável - ela e as filhas gêmeas de Alaric. Em outros lugares, Enzo mantém Bonnie preocupada por trazê-la de volta para sua cabana, mas quando o seu plano toma um rumo inesperado, vai ser a decisão de Damon de fazer o último sacrifício para salvar seus amigos mais próximos. |         | |                       |                                                                |                                                                       |                            |

### Oitava temporada (2016-2017)
| Episódio # | Total # | Título original (Título no Brasil)1 | Dirigido por | Escrito por | Estreia | Audiência em milhões (EUA) |
| ---------- | ------- | ----------------------------------- | ------------ | ----------- | ------- | -------------------------- |

| Meses após Damon e Enzo desaparecerem misteriosamente do cofre da Armory, Stefan incansavelmente leva sua busca à frente, enquanto Bonnie segue esperançosa de que eles serão encontrado. Enquanto isso, um encontro perigoso com um visitante inesperado deixa Caroline e Alaric temendo que alguém - ou alguma coisa - podem ser alvo de sua família. Finalmente, depois de seguir algumas pistas misteriosas, Stefan percebe que aquilo que ele espera de seu irmão pode causar mais prejuízo sobre ele do que jamais poderia ter imaginado.                                                                                                  |     | |                    |                                                                           |                                                                   |      |
| 2 | 157 | "Today Will Be Different3 (Hoje Será Diferente - BR) (Hoje Vai Ser Diferente - PT)"                                                                               | Pascal Verschooris | Melinda Hsu Taylor                                                        | 28 de outubro de 2016 28 de novembro de 2016 21 de abril de 2017  | 0.90 |
| Depois de descobrir que alguém do passado de Stefan pode ser o próximo alvo de Damon e Enzo, Bonnie e Caroline viajam até a Carolina do Norte. Lá, Bonnie toma medidas drásticas na intenção de libertar Enzo daquilo que segura ele. Na Armory, Alaric e Georgie tropeçam em um misterioso simbolo que pode estar relacionado com a força sobrenatural que controla Damon e Enzo. Por fim, Caroline tem uma surpresa inesperada de Stefan. |     | |                    |                                                                           |                                                                   |      |
| 3 | 158 | "You Decided That I Was Worth Saving4 (Você Decidiu Que Eu Valia Ser Salvo - BR) (Tu Decidiste Que Valia a Pena Salvar-Me - PT)"                                  | Michael Karasick   | Chad Fiveash & James Stoteraux                                            | 4 de novembro de 2016 5 de dezembro de 2016 28 de abril de 2017   | 0.87 |
| Enquanto Enzo continua a lutar contra o que controla ele, Bonnie encontra-se no centro de um jogo mortal e é forçada a tomar uma decisão dolorosa envolvendo duas das pessoas mais importantes na sua vida. Na Armory, Alaric investiga um misterioso artefato que ele espera que o ajude na sua luta para trazer Damon e Enzo de volta. Finalmente, a fragilidade emocional de Damon leva a Tyler Lockwood a tentar colocar um bom senso na cabeça dele antes que seja tarde demais. |     | |                    |                                                                           |                                                                   |      |
| 4 | 159 | "An Eternity of Misery (Uma Eternidade de Miséria - BR/PT)" | Rob Hardy          | Neil Reynolds & Brett Matthews                                            | 11 de novembro de 2016 12 de dezembro de 2016 28 de abril de 2017 | 1.02 |
| Com a tarefa de encontrar um misterioso artefato, a última missão de Damon leva-lo para o Texas onde uma violenta briga com Peter Maxwell o leva a uma revelação surpreendente. Enquanto isso, depois de ganhar vantagem em sua luta para salvar Damon e Enzo, Stefan e Alaric se unem e descobrem as origens da força misteriosa que enfrentam. Enfim, Matt retorna para a briga depois de seu passado e presente colidirem de uma forma inesperada. |     | |                    |                                                                           |                                                                   |      |
| 5 | 160 | "Coming Home was a Mistake (Voltar Para Casa Foi Um Erro - BR/PT)"                                                                                                | TBA                | TBA                                                                       | 18 de novembro de 2016 19 de dezembro de 2016 5 de maio de 2017   | 0.92 |
| Decaindo em um perigoso caminho da autodestruição, as ações mais recentes de Damon provam que ele pode estar bem além do ponto de retorno. Recusando-se a desistir de seu irmão, Stefan é forçado a tomar uma decisão angustiante que ameaça alterar a sua relação para sempre. Em outros lugares, Bonnie recebe conselhos de Caroline sobre um modo romper o controle sob Enzo, enquanto Matt tenta decifrar uma misteriosa caixa de mensagens que ele recebeu. Finalmente, após uma tragédia acontecer perto de casa, Stefan e os outros são forçados a lembrar o que mais importa para eles.                                                  |     | |                    |                                                                           |                                                                   |      |
| 6 | 161 | "Detoured On Some Random Backwoods Path to Hell (Desviando Pela Floresta o Caminho Para o Inferno - BR) (Desviada Nos Bosques do Caminho Para O Inferno - PT)"    | Paul Wesley        | TBA                                                                       | 2 de dezembro de 2016 30 de janeiro de 2017 5 de maio de 2017     | 1.05 |
| Quando suas filhas tornam-se o foco do último plano da Sereia, Caroline toma medidas drásticas para garantir que nada fique no caminho de manter sua família segura. Em uma corrida contra o relógio, Stefan promete fazer tudo o que pode para salvar as gêmeas, enquanto as tensões entre Alaric e Caroline fervem, levando-os a enfrentar algumas duras realidades sobre o futuro da sua família. Enquanto isso, quando Enzo se vê incapaz de lutar contra o último movimento de Sybil, Stefan mergulha em seu subconsciente e, ao longo do caminho, desencadeia uma cadeia de eventos que o deixa diante de uma decisão que mudará sua vida. |     | |                    |                                                                           |                                                                   |      |
| 7 | 162 | "The Next Time I Hurt Somebody, It Could Be You (A Próxima Vez Que Eu Machucar Alguém, Pode Ser Você - BR) (Da Próxima Vez Que Magoar Alguém, Podes Ser Tu - PT)" | TBA                | TBA                                                                       | 9 de dezembro de 2016 6 de fevereiro de 2017 12 de maio de 2017   | 0.98 |
| Diante das consequências de sua interação com Cade, Stefan está determinado a ter uma coisa boa - a véspera de Natal com Caroline. No entanto, quando Damon e Sybil interrompem o jantar de sua véspera de Natal, que tem a presença de Alaric, Matt e Peter, as coisas tomam um rumo inesperado. Enquanto isso, em uma série de flashbacks do passado de Stefan, a tentativa de Cade para atrai-lo com seu misterioso plano deixa Stefan diante de uma decisão inimaginável. |     | |                    |                                                                           |                                                                   |      |
| 8 | 163 | "We Have History Together (Uma História Juntos - BR) (Temos História Juntos - PT)"                                                                                | Ian Somerhalder    | Matthew D'Ambrosio                                                        | 13 de janeiro de 2017 13 de fevereiro de 2017 12 de maio de 2017  | 1.00 |
| Stefan e Damon vão à um grupo de controle de raiva à procura da sua próxima vítima. Sybil ainda está viva e ensinando um grupo de estudantes do ensino médio que ela mais tarde usa para fazer com que Caroline localize um artefato histórico que pode ser usado contra ela. Enquanto isso, Stefan e Damon continuam seu compromisso com Cade enquanto eles testam a moral de uma jovem médica, Tara. |     | |                    |                                                                           |                                                                   |      |
| 9 | 164 | "The Simple Intimacy Of The Near Touch8 (A Intimidade de Um Toque - BR) (A Simples Intimidade do Toque Próximo - PT)"                                             | Geoff Shotz        | Neil Reynolds & Penny Cox                                                 | 20 de janeiro de 2017 20 de fevereiro de 2017 19 de maio de 2017  | 0.86 |
| Stefan e Damon retornam a Mystic Falls a pedido de Sybil e ela ainda está em busca do artefato histórico. Bonnie volta de Paris usando um colar com um pouco do sangue de Enzo o que faz Caroline pensar se ela vai se transformar em um vampira. Stefan, Damon, Caroline, Bonnie e Enzo vão à cerimônia do concurso Miss Mystic Falls onde Sybil continua a provocar Damon com memórias de Elena. |     | |                    |                                                                           |                                                                   |      |
| 10 | 165 | "Nostalgia's A Bitch (Nostalgia é Uma Droga - BR) (A Nostalgia é Uma Cabra - PT)"                                                                                 | Kellie Cyrus       | Brett Matthews                                                            | 27 de janeiro de 2017 27 de fevereiro de 2017 19 de maio de 2017  | ASA  |
| Sybil promulga vingança sobre Damon colocando-o em um estado catatônico. Caroline e Bonnie entram na mente de Damon e se deparam com rostos familiares do passado, mas apenas descobrem que Stefan é a chave para o destino de Damon. É uma corrida contra o tempo quando Sybil e sua irmã, Seline, enganam para controlá-lo. |     | |                    |                                                                           |                                                                   |      |
| 11 | 166 | "You Made A Choice To Be Good (Você Escolheu Ser do Bem - BR) (Tu Escolheste Ser Bom - PT)"                                                                       | Carol Banker       | Celine Geiger & Melinda Hsu Taylor                                        | 3 de fevereiro de 2017 6 de março de 2017 26 de maio de 2017      | ASA  |
| Cade retorna a Mystic Falls e dá a Damon e Stefan atribuições adicionais, cada uma com suas consequências impensáveis. Mesmo com a tensão crescendo em sua amizade, Caroline e Matt dão o melhor para proteger os moradores da cidade do apetite de Cade por suas almas. Bonnie e Enzo vão para a estrada em uma viagem romântica, levando o sino com eles na esperança de mantê-lo seguro. |     | |                    |                                                                           |                                                                   |      |
| 12 | 167 | "What Are You? (O Que Você É? - BR) (O Que É Que És? - PT)" | Darren Genet       | Chad Fiveash & James Stoteraux                                            | 10 de fevereiro de 2017 13 de março de 2017 26 de maio de 2017    | ASA  |
| Para salvar a alma de Stefan, Damon faz um acordo com Cade para recuperar o diário Maxwell. Alaric e Matt se recusam a entregar o diário, pois ele pode conter a chave para destruir Cade. Caroline tenta desesperadamente se conectar com Stefan antes de Cade seguir com seu plano. |     | |                    |                                                                           |                                                                   |      |
| 13 | 168 | "The Lies Are Going To Catch Up With You (Mentiras Te Alcançarão - BR) (As Mentiras Vão Apanhar-te - PT)"                                                         | Tony Solomons      | Neil Reynolds                                                             | 17 de fevereiro de 2017 20 de março de 2017 2 de junho de 2017    | ASA  |
| Damon e Alaric se deparam com um velho inimigo depois de conseguirem uma arma que pode destruir Cade. Stefan é mantido em cativeiro por um conhecido surpreendente e é forçado a enfrentar um segredo obscuro de seu passado. Enquanto isso, Caroline e Matt tentam impedir que o histórico violento de Stefan o destrua. Cade concentra sua atenção em Bonnie e mergulha a fundo em sua mente. |     | |                    |                                                                           |                                                                   |      |
| 14 | 169 | "It's Been A Hell Of A Ride (Foi Um Passeio E Tanto - BR) (Tem Sido Uma Correria Atribulada - PT)"                                                                | Pascal Verschooris | Brett Matthews & Shukree Hassan Tilghman                                  | 24 de fevereiro de 2017 27 de março de 2017 2 de junho de 2017    | ASA  |
| Damon e Stefan devem juntar forças contra Cade para salvar o caixão de Elena. Enquanto isso, Caroline e Alaric lidam com os poderes mágicos de suas filhas. |     | |                    |                                                                           |                                                                   |      |
| 15 | 170 | "We're Planning A June Wedding (Um Casamento Em Junho - BR) (Estamos a Planear Um Casamento Para Junho - PT)"                                                     | Chris Grismer      | Jen Vestuto & Melissa Marlette (história) e Melinda Hsu Taylor (teleplay) | 3 de março de 2017 3 de abril de 2017 9 de junho de 2017          | ASA  |
| Um casamento ao ar livre é rapidamente planejado para que Damon e Stefan atraiam um inimigo perigoso. Esta ameaça coloca o destino de Mystic Falls em perigo eminente e deve ser destruída. |     | |                    |                                                                           |                                                                   |      |
| 16 | 171 | "I Was Feeling Epic (Eu Me Sentia Épica - BR) (Estava a Sentir- Me Épica - PT)"                                                                                   | Julie Plec         | Julie Plec & Kevin Williamson                                             | 10 de março de 2017 10 de abril de 2017 9 de junho de 2017        | ASA  |
| Com o destino de Mystic Falls em jogo, Stefan e Damon devem lutar contra seu maior inimiga, Katherine, em uma última batalha. No meio dessa batalha Elena despertará e Jeremy retornará a Mystic Falls para ajudar seus amigos a derrotarem Katherine já que a arma que foi forjada com seus restos mortais foi tirada de Stefan por Vicky. Damon terá que fazer a pior escolha de sua vida e Stefan terá um confronto com sua sombra e por fim uma Mystic Falls em contagem regressiva para a sua destruição. |     | |                    |                                                                           |                                                                   |      |

### Especial (2017)
| Episódio # | Total # | Título original (Título no Brasil)1                                                                                           | Estreia                                | Audiência em milhões (EUA) |
| --- | ------- | --- | -------------------------------------- | -------------------------- |
| # | #       | "The Vampire Diaries: Forever Yours (Diários de um Vampiro: Para Sempre Seu - BR) (Diários do Vampiro: Para Sempre Teu - PT)" | 10 de março de 2017 9 de junho de 2017 | 1.07                       |
| Depois de oito temporadas incríveis, The Vampire Diaries chega à um final dramático e épico. Esta retrospectiva de uma hora apresenta entrevistas com membros do elenco do passado e do presente e estrelas convidadas, conversas com os produtores executivos Julie Plec e Kevin Williamson, filmagens nos bastidores da última temporada e momentos especiais dos últimos oito anos. |         | |                                        |                            |